# Король тигрів
Король тигрів: Вбивство, хаос та божевілля (З заголовком на екрані як просто Король тигрів , або Tiger King) — це американський кримінальний документальний мінісеріал оснований на реальних подіях про життя зоопарку Джо Екзотика. Він вийшов на Netflix 20 березня 2020 року. Цей серіал фокусується на невеликому, але глибоко взаємопов'язаному суспільстві природоохоронців великих котів, таких як Керол Баскін, власниця Big Cat Rescue, та колекціонерів, таких як Джо Екзотик, яких Баскін звинувачує у зловживанні та експлуатації диких тварин.
Серіал отримав позитивні відгуки критиків, за рейтингами Нільсена його переглянули 34,3 мільйона людей за перші десять днів випуску, що є одним з найуспішніших випусків Netflix на сьогодні.

## Опис
Серіал досліджує маловідоме, глибоко пов'язане між собою суспільство природоохоронців великих котів, та колекціонерів Америки, а також приватні зоопарки та заказники, які вони створили для цих незвичайних та смертоносних тварин. Основний герой фільму — Джо Екзотик, ексцентричний власник зоопарку Greater Wynnewood Exotic Animal Park у місті Вінневуд, штат Оклахома, та його гірка багаторічна ворожнеча з Керол Баскін, генеральним директором Рятувальників великих котів у місті Тампа, штат Флорида. Баскін представляє з себе активістку захисту прав тварин, місія якої — забезпечити притулок для великих котів, вирощених у неволі, але Джо Екзотик стверджує, що вона просто суперник з іншим зоопарком. Вони обоє обмінюються загрозливими відеозаписами, юридичними звинуваченнями, протестами та націленими кампаніями домагань, в яких PETA та Служба рибних ресурсів та дикої природи США стануть учасниками. Джо Екзотик іде так далеко, що стверджує, що Баскін вбила свого другого чоловіка Дона Льюїса, який пропав безвісти з 1997 року.

## Прийом

### Прийом критиків
На сайті оглядового агрегатора Rotten Tomatoes, серіал має рейтинг схвалення 89 % на основі 75 оглядів із середнім рейтингом 7,88/10. Консенсус критиків сайту зазначає: «Дивна правдива кримінальна історія, яку ви повинні побачити, щоб повірити. Король Тигрів — брудний і захопливий портрет одержимості, що пішла страшенно погано». Щодо Metacritic, який присвоює середньозважену оцінку рецензіям з основних публікацій, серія має середній бал 75 зі 100 на основі 13 критиків, що вказує на «загалом сприятливі відгуки».

## Відповідь зображених

### Знаменитості
В результаті шоу багато людей зі спортсменів, які раніше володіли екзотичними домашніми тваринами, були допитані про їх дії. У минулому професійний боксер Майк Тайсон заявив, що він був «дурний» і «неправий», що у 90-х роках тримав двох тигрів у своєму будинку. Професійний баскетболіст у відставці Шакіл О'Ніл, який з'являється в серіалі і говорить, що купив двох тигрів у Джо Екзотика, заявив в інтерв'ю після виходу шоу, що «ніколи не мав жодних ділових стосунків з ним».